# La distruzione di Kreshev
La distruzione di Kreshev è una novella di Isaac Bashevis Singer, pubblicata da Guanda nel 1992, con la traduzione di Bruno Oddera. In inglese è uscita come The Destruction of Kreshev per la traduzione di Elaine Gottlieb e June Ruth Flaum all'interno di The Spinoza of Market Street (1961). È la storia, raccontata in prima persona dal maligno che arriva in una piccola frazione polacca, dove insinua lussuria, falsità, adulterio e sacrilegio portando la comunità alla distruzione.
Il libro è stato liberamente adattato al teatro per la regia di Stefano Pagin.

## Capitoli
1. La distruzione di Kreshev
2. Rev Bunim arriva a Kreshev
3. La figlia
4. Gli articoli del fidanzamento
5. Amore
6. Le nozze
7. Strano comportamento
8. Segreti della stanza nuziale
9. Shloimele e Mendel il cocchiere
10. Adonia figlio di Aggit
11. Il pentimento
12. Il castigo

## Edizioni italiane
- trad. dall'inglese di Bruno Oddera, Guanda (coll. "Prosa contemporanea"), Parma-Milano, 1992, 93 pp. ISBN 8877465859 ISBN 9788877465856
- stessa trad., Il Sole 24 Ore (allegato nella collana "I libri della domenica", Racconti d'autore n. 59), Milano, 2012